# Shuteen Erdenebaatar
Shuteen Erdenebaatar (mongolisch Эрдэнэбаатар Шүтээн; * 1998 in Ulan Bator) ist eine mongolische Jazzmusikerin (Piano, Komposition).

## Leben und Wirken
Erdenebaatar wuchs in einer musikalischen Familie auf; ihr Vater ist Opernregisseur und ihre Mutter ist Fernsehregisseurin. Im Alter von sechs Jahren begann sie ihre klassische Klavierausbildung am Musik- und Tanzkolleg bei Margarita Grigorieva Nikolaevna. Nachdem sie den ersten Jugendkompositionswettbewerb in Ulan Bator gewonnen hatte, begann sie bereits im Alter von 16 Jahren an der Mongolischen Staatlichen Universität für Kultur und Kunst ein Bachelor-Studium in klassischer Komposition. Nach dessen erfolgreichem Abschluss zog sie 2018 mit einem Stipendium des DAAD nach München, um an der Hochschule für Musik und Theater München bis 2022 ein Doppelmasterstudium in Jazzpiano und Jazzkomposition zu absolvieren.
Mit ihrem mongolischen Jazz-Quintett The Jazz Train veröffentlichte Erdenebaatar 2017 ihr Debütalbum, das als erstes instrumentales Jazz-Album der Mongolei aufgenommen und vom Hi-Fi Label (Mongolei) zum besten Album des Jahres 2017 gewählt wurde. Seit 2021 leitet sie ihr eigenes Jazzquartett mit Anton Mangold, Nils Kugelmann und Valentin Renner, mit dem sie bei den Leipziger Jazztagen und den Leverkusener Jazztagen auftrat; 2024 trat Jakob Manz an die Stelle von Mangold. Mit ihrem deutschen Quintett präsentierte sie 2021 ihre Kompositionen im Bayerischen Rundfunk. Mit ihrem Quartett legte sie 2023 bei Motéma Music ihr Album Rising Sun vor, das der Norddeutsche Rundfunk als „Jazzalbum der Woche“ vorstellte. Gemeinsam mit Kugelmann, hier auf der Kontraaltklarinette, gründete sie das Lightville Duo, mit dem sie in der Münchner Philharmonie ebenso wie beim Progressive Chamber Music Festival 2022 im Milla und beim ReStart Festival im Einstein Kultur aufgetreten ist. Weiterhin leitet sie ihr neu gegründetes 20-köpfiges und genreübergreifendes Chamber Jazz Orchestra in München, das sie als Dirigentin Anfang 2023 im Jazzclub Unterfahrt präsentierte. Mit dem Jugendorchester der mongolischen Oper führte sie ihr erstes Klavierkonzert auf.

## Preise und Auszeichnungen
Erdenebaatar ist Preisträgerin des BMW Young Artist Jazz Award 2022, des Musikstipendiums der Stadt München, des ersten Preises und Publikumspreises beim Jungen Münchner Jazzpreis 2022, des Kompositionspreises beim Biberacher Jazzpreis 2022 und des ersten Preises beim Kurt Maas Jazzpreis 2021, wo sie einen Sommerkurs am Berklee College of Music gewann. 2024 erhielt sie mit ihrem Quartett den Deutschen Jazzpreis in der Kategorie „Ensemble des Jahres.“